# Buckinghamsches Π-Theorem
Das Buckinghamsche Π-Theorem (sprich: Pi-Theorem) nach Edgar Buckingham (1867–1940) ist ein grundlegendes Theorem der Ähnlichkeitstheorie und der Dimensionsanalyse.
Es beschreibt, wie eine physikalisch sinnvolle Gleichung mit n dimensionsbehafteten Größen in eine Gleichung mit n-m dimensionslosen Größen umgeschrieben werden kann, wobei m die Anzahl der verwendeten unabhängigen Grundgrößen ist. Weiterhin ist es durch das Buckinghamsche Π-Theorem möglich, dimensionslose Kennzahlen zu einem Problem aus den Ausgangsgrößen zu ermitteln, auch wenn der exakte Zusammenhang in Form einer Gleichung noch nicht bekannt ist.
Offenbar machte Joseph Bertrand bei der Untersuchung von Problemen der Elektrodynamik und der Theorie der Wärmeleitung 1878 erstmals auf den Kerninhalt des Π-Theorems und mögliche Anwendungen zur Modellierung physikalischer Phänomene aufmerksam. Die neuen Methoden der Dimensionsanalyse wurden 1892 besonders bekannt durch Rayleighs Arbeiten zum Druckabfall in einer Rohrleitung mit Anwendung des verallgemeinerten Π-Theorems. Die formalisierte Verallgemeinerung des Π-Theorems auf den Fall einer beliebigen Zahl von physikalischen Größen erfolgte erstmals 1892 durch Aimé Vaschy, dann offenbar unabhängig davon durch A. Federman und Dmitri Pawlowitsch Rjabuschinski 1911 und schließlich 1914 durch Edgar Buckingham. 1926 befasste sich Hermann Weyl mit dem Π-Theorem.

## Ermittlung der Einflussgrößen
Die Ermittlung der Einflussgrößen, die ein physikalisches Problem beschreiben, stellt die Schwierigkeit bei der Anwendung des Buckinghamschen Π-Theorems dar. In dieser Phase ist Intuition und/oder physikalischer Sachverstand erforderlich. Bei einer konsistenten Wahl der Einflussgrößen ist eine Umwandlung in n − m dimensionslose Größen jedoch immer möglich. Dabei können auch Naturkonstanten (bspw. die Lichtgeschwindigkeit) eine Rolle spielen.
Eine Umwandlung der dimensionsbehafteten Einflussgrößen in dimensionslose Kenngrößen ist nur möglich, wenn jede Basisdimension in mindestens zwei dimensionsbehafteten Einflussgrößen des physikalischen Systems vorkommt. Diese Voraussetzung ist notwendig, aber nicht hinreichend. Falls sich herausstellt, dass eine Umwandlung nicht möglich ist, bedeutet dies, dass entweder zu viele, zu wenige oder die falschen Einflussgrößen gewählt wurden. Ungeachtet dessen können bei einer geglückten Umwandlung jedoch auch wichtige Einflussgrößen vergessen und überflüssige Größen verwendet worden sein.

## Beispiele

### Reibungsfreies Pendel

Pendel (reibungsfrei)

Man kann die Pendellänge l, die Erdbeschleunigung g, sowie die Masse m als die drei wesentlichen beschreibenden Größen für die Schwingungsdauer t eines Pendels annehmen (n=4). Es sollen die Grunddimensionen
- L Länge (SI-Einheit: m),
- M Masse (SI-Einheit: kg) und
- T Zeit (SI-Einheit: s)

verwendet werden (m=3). Die Dimensionen der Einflussgrößen können als Potenzprodukt der Grunddimensionen ausgedrückt werden:
- l: Dimension L;
- g: Dimension L/T2;
- m: Dimension M;
- t: Dimension T.

Der Produktansatz
(1) {\displaystyle \Pi =l^{x_{1}}\cdot g^{x_{2}}\cdot m^{x_{3}}\cdot t^{x_{4}}}
kann nur dimensionslos werden, wenn
(2) {\displaystyle L^{x_{1}}\cdot (L/{T^{2}})^{x_{2}}\cdot M^{x_{3}}\cdot T^{x_{4}}=1}
und somit
(3) Länge: {\displaystyle x_{1}+x_{2}\;=\;0}
(4) Masse: {\displaystyle x_{3}\;=\;0}
(5) Zeit: {\displaystyle -2\cdot x_{2}+x_{4}=0}
gilt. Wegen (1) und (4) ist die Masse entgegen der obigen Annahme ohne Bedeutung für die Schwingungsdauer. Dies ist ein erstes Ergebnis des Buckinghamschen Π-Theorems. Da {\displaystyle x_{1}}, {\displaystyle x_{2}} und {\displaystyle x_{4}} lediglich durch die zwei Gleichungen (3) und (5) bestimmt werden, kann eine beliebige der drei Unbekannten frei (aber ungleich 0) gewählt werden (bspw. {\displaystyle x_{4}=1}). Dann gilt:
(6) {\displaystyle x_{4}=1}, {\displaystyle x_{2}=1/2} und {\displaystyle x_{1}=-1/2}.
Zur Beschreibung des gesuchten Zusammenhangs genügt wegen n-m = 1 eine einzige und dimensionslose Größe. Diese wird mit (1) und (6) zu:
(7) {\displaystyle \Pi ={\sqrt {g/l}}\cdot m^{0}\cdot t={\sqrt {g/l}}\cdot t}.
Da keine weiteren dimensionslosen Größen beteiligt sind, muss als Ergebnis des Buckinghamschen Π-Theorems
(8) {\displaystyle {\sqrt {g/l}}\cdot t={\text{const.}}}
gelten. Die unbekannte Proportionalitätskonstante kann mit einem einzigen Versuch zu {\displaystyle {\text{const.}}=6{,}283...} bestimmt werden, und man erhält
(9) {\displaystyle t=6{,}283...\cdot {\sqrt {l/g}}}
als Schwingungsdauer. Man beachte, dass dieser Zusammenhang ohne Verwendung der zugrunde liegenden Differentialgleichung der Bewegung des Pendels ermittelt wurde. Eine Lösung dieser Differentialgleichungen liefert für kleine Auslenkungen das analoge Ergebnis
(10) {\displaystyle t=2\cdot \pi \cdot {\sqrt {l/g}}}.
Die Deutung der Proportionalitätskonstante als {\displaystyle {\text{const.}}=2\pi } ({\displaystyle \approx 6{,}283...}) kann weder das Buckinghamsche Π-Theorem noch der Versuch liefern.
| Verfahren                             | Ergebnisse                                           |
| ------------------------------------- | ---------------------------------------------------- |
| Buckinghamsches Π-Theorem             | {\displaystyle t={\text{const.}}\cdot {\sqrt {l/g}}} |
| Buckinghamsches Π-Theorem und Versuch | {\displaystyle t=6{,}283...\cdot {\sqrt {l/g}}}      |
| Lösung der Differentialgleichung      | {\displaystyle t=2\cdot \pi \cdot {\sqrt {l/g}}}     |

### Federpendel

Feder-Masse-Pendel

Geht man zur Berechnung der Schwingungsdauer t eines Federpendels von der Masse m und der Federkonstante c als wesentlichen Parameter aus, kann der folgende Ansatz verwendet werden:
{\displaystyle \Pi =m^{x_{1}}\cdot c^{x_{2}}\cdot t^{x_{3}}}
Da in diesem Ansatz nur die Dimensionen Masse M und Zeit T vorkommen,
{\displaystyle M^{x_{1}}\cdot {\left({\frac {M}{T^{2}}}\right)}^{x_{2}}\cdot {T}^{x_{3}}=1}
lassen sich lediglich zwei Gleichungen:
(1) Masse: {\displaystyle x_{1}+x_{2}\;=0}
(2) Zeit: {\displaystyle -2\cdot x_{2}+x_{3}=0}
für die drei Unbekannten {\displaystyle x_{1},x_{2},x_{3}} ableiten. Mit der Annahme {\displaystyle x_{3}\;=1} folgen {\displaystyle x_{2}=x_{3}/2=\;1/2} und {\displaystyle x_{1}=\;-x_{2}=\;-1/2}. Setzt man die Ergebnisse für {\displaystyle x_{1},x_{2},x_{3}} in den Ansatz ein, erhält man
{\displaystyle \Pi =t\cdot {\sqrt {c/m}}={\text{const.}}}
und damit
{\displaystyle t\sim {\sqrt {m/c}}}.

### Rotierender Ring

Rotierender Ring

Für die Spannungen σ, die in einem rotierenden Ring entstehen, wird eine Abhängigkeit von der Rotationsgeschwindigkeit ω, dem Radius r und der Dichte ρ angenommen (n=4). Der sich daraus ergebende Ansatz
{\displaystyle \Pi =\sigma ^{x_{1}}\cdot \rho ^{x_{2}}\cdot \omega ^{x_{3}}\cdot r^{x_{4}}}
kann nur dimensionslos werden, wenn für die hier verwendeten m=3 Grunddimensionen (L Länge, M Masse, T Zeit)
{\displaystyle {\left({\frac {M}{T^{2}\,L}}\right)}^{x_{1}}\cdot {\left({\frac {M}{L^{3}}}\right)}^{x_{2}}\cdot {\left({\frac {1}{T}}\right)}^{x_{3}}\cdot L^{x_{4}}=1}
und somit
(1) Masse: {\displaystyle x_{1}+x_{2}\;=\;0}
(2) Zeit: {\displaystyle -2x_{1}-x_{3}\;=\;0}
(3) Länge: {\displaystyle -x_{1}-3x_{2}+x_{4}\;=\;0}
gilt. Für die vier Unbekannten ({\displaystyle x_{1},x_{2},x_{3},x_{4}}) stehen nur 3 Gleichungen zur Verfügung. Das Gleichungssystem wird mit der willkürlichen Annahme {\displaystyle x_{1}=1} eindeutig. Aus (1) und (2) folgen {\displaystyle x_{2}=-1} und {\displaystyle x_{3}=-2}. Mit (3) kann {\displaystyle x_{4}=-2} bestimmt werden.
Das Π-Theorem besagt also:
{\displaystyle \sigma ^{1}\cdot \rho ^{-1}\cdot \omega ^{-2}\cdot r^{-2}={\text{const.}}\quad \Rightarrow \quad \sigma ={\text{const.}}\cdot \rho \cdot \omega ^{2}\cdot r^{2}}.
Die Spannung σ hängt also linear von der Dichte und quadratisch von der Winkelgeschwindigkeit und dem Radius ab. Die unbekannte Proportionalitätskonstante kann nicht mit dem Π-Theorem bestimmt werden.